# Miro Tabanelli
Miro Tabanelli (Ozzano dell'Emilia, 17 de noviembre de 2004) es un deportista italiano que compite en esquí acrobático. Su hermana Flora compite en el mismo deporte.
Consiguió una medalla de oro en los X Games de Invierno Aspen 2025, en la prueba de big air.

## Medallero internacional
| \| X Games de Invierno \| X Games de Invierno \| X Games de Invierno \| X Games de Invierno \| \| Año \| Lugar \| Medalla \| Prueba \| \| ------------------- \| ---------------------- \| ------------------- \| ------------------- \| \| 2025 \| Aspen (Estados Unidos) \| Medalla de oro \| Big air \| |                        |                |         |
| X Games de Invierno |                        |                |         |
| Año | Lugar                  | Medalla        | Prueba  |
| 2025 | Aspen (Estados Unidos) | Medalla de oro | Big air |